# 兴文塔 (涞源)
兴文塔是一座位于中国河北省涞源县东关的辽代密檐式塔，2006年5月25日入选第六批全国重点文物保护单位。兴文塔平面八角形，有五层，砖砌实心，曾于1982年7月23日入选第二批河北省文物保护单位。